# 経済同友会
公益社団法人経済同友会（けいざいどうゆうかい、英称：Japan Association of Corporate Executives）は、 東京都千代田区丸の内に本部を置く、日本の企業経営者による経済団体（利益団体）。
日本経済団体連合会、日本商工会議所と並ぶ「経済三団体」の一つである。

## 組織概要

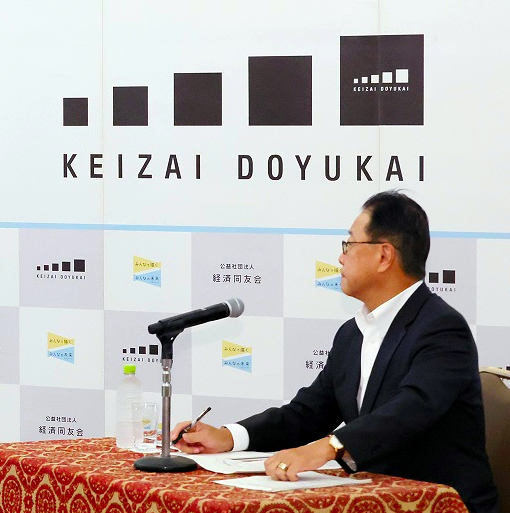
代表幹事と内閣総理大臣との会談のバックパネルにシンボルマークが描かれている

企業経営者が個人の資格で参加し、国内外の経済社会の諸問題について一企業や特定業界の利害にとらわれない立場から自由に議論し、見解を社会に提言することを特色としていた。政府と協調路線を取ることが多い経団連に比べて、物言う姿勢を重視している。
発足は第二次世界大戦の敗戦直後で、占領軍による財界の粛清または一掃が背景にあった（公職追放）。その結果各企業では旧経営陣が一掃され、部長クラスの中堅幹部がいきなり経営の舵取りを担うこととなった。戦後の混乱状況が続く中、若手経営者たちが互いに切磋琢磨しながら親交を深める団体が必要であるということから、永野重雄（日本製鐵常務）、諸井貫一（秩父セメント常務）、堀田庄三（住友銀行頭取）、水野成夫（国策パルプ常務）、桜田武（日清紡績社長）、藤井丙午（日本製鐵常務）、郷司浩平（重要産業協議会事務局長）、大塚万丈（日本特殊鋼管社長）らを中心に、米国の青年会議所（Junior Chamber International）や全米製造業者協会を参考にしながら骨子をまとめ、1946年4月30日に東京丸の内の日本工業倶楽部2階食堂にて設立総会が開かれた。司会を務めたのは当時は全く無名の日本電子工業常務で36歳の鹿内信隆。鹿内は「財界四天王」からの信任を得ての抜擢。鹿内は、1971年4月14日、同じ場所で開催された経済同友会創立25周年総会では、フジサンケイグループ会議初代議長として開会の挨拶に立ち、感激に満ちた一語一語に昔を知る者は、深い感慨に胸を打たれた。
2010年に社団法人から公益社団法人に移行した。

## 創立時の幹事
| 氏名       | 肩書                   | 年齢 |
| ---------- | ---------------------- | ---- |
| 青木均一   | 品川白煉瓦社長         | 48   |
| 磯村乙巳   | 保土谷化学工業社長     | 41   |
| 岩井雄二郎 | 岩井産業社長           | 43   |
| 牛尾健治   | 神戸銀行取締役         | 47   |
| 大塚万丈   | 日本特殊鋼管社長       | 49   |
| 金井寛人   | 日本塩扱社長           | 48   |
| 川勝傳     | 寺田合名理事           | 44   |
| 川北禎一   | 日本銀行理事           | 49   |
| 栗本順三   | 栗本鐵工所顧問         | 44   |
| 小池厚之助 | 山一證券社長           | 47   |
| 郷司浩平   | 重要産業協議会事務局長 | 45   |
| 櫻田武     | 日清紡績社長           | 42   |
| 鹿内信隆   | 日本電子工業常務       | 34   |
| 島田藤     | 島藤組社長             | 50   |
| 清水康雄   | 清水組社長             | 45   |
| 鈴木治雄   | 昭和電工常務           | 33   |
| 鈴木万平   | 東洋紡績社長           | 42   |
| 武富英一   | 大成建設会長           | 59   |
| 寺田栄吉   | 大日本紡績常務         | 44   |
| 永野重雄   | 日本製鐵取締役         | 45   |
| 野田信夫   | 三菱重工業調査役       | 53   |
| 萩尾直     | 東芝柳町工場副工場長   | 48   |
| 藤井丙午   | 鉄鋼協議会事務局長     | 40   |
| 帆足計     | 日本産業協議会創立委員 | 40   |
| 堀田庄三   | 住友銀行東京支店長     | 47   |
| 松本幹一郎 | 明治鉱業社長           | 51   |
| 森暁       | 昭和電工社長           | 38   |
| 諸井貫一   | 秩父セメント常務       | 50   |
| 渡辺忠雄   | 三和銀行常務           | 47   |

設立総会後、幹事会が委任を受けて次の13名を幹事に追加した。
| 氏名       | 肩書               |
| ---------- | ------------------ |
| 刀根文雄   | 三井精機工業社長   |
| 今井一三   | 三井物産常務       |
| 二宮善基   | 日本興業銀行理事   |
| 藤本輝夫   | 理研工業社長       |
| 水野成夫   | 国策パルプ常務     |
| 正田英三郎 | 日清製粉社長       |
| 堀武芳     | 日本勧業銀行理事   |
| 麻生太賀吉 | 麻生セメント社長   |
| 熊沢貞夫   | 王子製紙取締役     |
| 寺岡恭次郎 | 芝浦工機理事       |
| 瀬戸弥三   | 日本鋼管取締役     |
| 永井仙吉   | 日興証券取締役     |
| 中村隆一   | 日立製作所総務部長 |

## 企業民主化提案と大塚万丈
戦後GHQはポツダム宣言に基づき、経済の民主化を推し進めていった。同友会としても議論・見解を整理する必要に迫られ、1947年1月に大塚万丈を委員長とする経済民主化委員会を発足させた。大塚は精力的に調査活動を進め、企業活動の中心は株主でなく経営者に置かれるべきであるとしたジェームズ・バーナムの『経営者革命』などを参考にして試案をまとめ、同年8月に「修正資本主義の構想」という表題で起草された。
大塚試案は企業の民主化改革を大胆に謳ったもので、
1. 企業は経営、資本、労働の三者で構成される協同体とする
2. 企業の最高意思決定機関として「企業総会」を置き、経営、資本、労働の三者の代表で構成する
3. 企業利潤の分配は、経営、資本、労働の三者が対等の権利を有する

という画期的な内容であった。しかし、あまりにもラディカルであったため、財界の保守派から資本主義の否定につながると批判を浴び、同友会内部でも青木均一や磯村乙巳らの保守派は激しく反発した。事態収拾のため、大塚試案については同友会見解として機関決定しないこととした。全体の合意を得るには至らなかったものの、流行語となった「修正資本主義」という言葉とともに、同友会の進歩性を大きく世間に印象付けることとなった。またこれ以後、労使協調をベースに問題の解決を図る姿勢が同友会に定着することとなり、大塚試案が果たした役割は決して小さいものではなかったといえる。

## 主な活動・提言
発足以来、同友会は様々な提言や活動を行ってきた。ここでは以下に主なものを紹介する。

### 生産性運動
第二次大戦後の西欧諸国では疲弊した経済を再建するため、米国の生産性の高さに学ぶべきだという気運が高まり、各国で生産性向上運動が展開されていた。日本においても1950年代初頭に大争議を経験し、労使が対決し合うだけでなく経営者の側から新しい経営理念を提示して状況の打開を図るべきであるという意見が強まっていた。
1953年にヨーロッパ視察を行った郷司浩平は、ただちに各方面に生産性運動の導入を働きかけていった。経済の復興と成長による資本主義体制の安定化を期待した米国の支援もあって、1955年3月1日に、
1. 雇用の維持拡大
2. 労使の協力と協議
3. 成果の公平な分配

の三原則を柱として日本生産性本部が発足した。初代会長に石坂泰三（東芝社長）、副会長に永野重雄（富士製鐵社長）と中山伊知郎（一橋大学教授）、専務理事に郷司が就任した。郷司は後に第3代会長となる。
生産性運動についての労働界の反応は、同盟は「日本経済の自立と国民生活の向上を目指す総合的施策に貫かれた運動である」と好意的であったが、総評は「経営者側が労使協力、生産性向上の美名の下に、労働強化と賃金抑制を図る」目論見であるとして批判的であった。日本生産性本部は1994年4月1日に社会経済国民会議と統合され、社会経済生産性本部（現・日本生産性本部）に改組されて現在に至っている。

### 「経営者の社会的責任の自覚と実践」
1955年頃、政争や汚職による政治不信の蔓延と労働攻勢に危機感を抱いていた大原総一郎（倉敷レイヨン社長）は、議会制民主主義擁護のために経済界も積極的に働きかけを行わなければならないと訴え、財界関係者に同調を呼びかけていた。声望の高い大原の問題意識に触発され、同友会も創立10年を期に、企業の社会的な存在意義とかくあるべき経営理念のあり方について、研究を進めることとなった。1956年3月から8ヶ月にも及ぶ研究と議論を経て、同年11月21日に「経営者の社会的責任の自覚と実践」として機関承認された。
概要をまとめると、経営者は「経済体質の改造」と「企業経営の近代化」が最大任務とされ、前者においては
1. 社会平衡力の形成（各経済勢力間のチェック・アンド・バランスの確立）
2. 公正競争ルールの確立

が重要な方策であり、後者では
1. 技術革新と市場開拓を中心とする企業所得の増大
2. 企業所得の公正な分配
3. 後継経営者の養成

が企業が維持発展によって社会的責任を果たすための基本的対策であるとしている。これを機に、「経営者（企業）の社会的責任」という言葉が広く知られるようになった。またこの理念をバックボーンとして、後に木川田一隆らによって「民間主体の自主調整」が経済人の社会的責任として唱えられるようになる。

### 産業問題研究会
1965年頃の日本経済は、貿易の自由化に伴う国際収支の悪化と、過剰設備投資に起因する需給バランスの崩れにより不況に陥り、山陽特殊製鋼の倒産や山一證券への日銀特別融資の発動などの大事件が連発し、経済界は深刻な危機意識を持っていた。折りしも当時「ミスター通産省」の異名を取っていた佐橋滋通産省企業局長のイニシアティブにより、貿易・資本の自由化に備え、競争力強化のために企業再編を官僚主導で推進することを狙った「特定産業振興臨時措置法案」が国会に提出され、財界に衝撃を与えた。
各経済団体は猛反発して法案成立阻止に動き、結局廃案に終わったが、この経緯から当時の代表幹事・木川田一隆（東京電力社長）らは「石坂泰三流のレッセ・フェール（自由放任主義）では危機を乗り切るには限界があり、政府の介入を防ぐためにも、産業界が自主的に調整を行うべきだ」との思いを強くしていた。木川田と中山素平（日本興業銀行頭取）、岩佐凱実（富士銀行頭取）を中心に民間版産業調整会議の発足に動き、1966年頃から徐々に会合を重ね、「産業経済研究会」（略称「産研」）の名称の下で本格的な活動を行うこととなった。永野、土光敏夫（東芝社長）ら財界の実力者が結集し、マスメディアは「財界参謀本部」などと書きたてた。
国際競争に立ち向かうための産業再編成と経済構造の改革について論議され、積極的に社会に提言された。代表的なものとしては、投資の効率的な投入により競争力の向上が期待できるとして八幡製鐵と富士製鐵の合併を支持した「『八幡・富士合併について』の見解採択」（1968年）や、1974年参議院選挙での自由民主党大敗を期に別働隊として立ち上げられた「政治資金と議会政治の近代化委員会」（今里広記委員長）による「自民党への政治資金献金を取り止める絶縁提言」の発表がある。
産研は一時期は財界五団体（同友会のほか経団連、日商、日経連、関経連）のトップがメンバーとして顔を揃え、日本の財界をリードする組織として君臨するものと思われたが、皮肉なことに主要団体の協調体制が進む一方で、革新的な提言や行動は次第に影を潜めていった。木川田は1977年に逝去、後継者の河野文彦（三菱重工業会長）も1982年に亡くなり、以後事実上活動は停止した。

## 政治への関わり
長年自由民主党を支持してきたが、2007年頃から民主党を容認するようになり、民主党への政権交代後は、内閣の相談役に登用されるようになった。しかし、自民党の政権復帰後は、代表幹事の長谷川閑史が内閣の産業競争力会議の一員になっている。
稀な例としては、終身幹事を務めた品川正治が「平和・民主・革新の日本をめざす全国の会」（全国革新懇）代表世話人として日本共産党と連携していたということがある。会員のメンバーは三極委員会の出席者と重複することがある。
三極委員会の出席者は、経済同友会や経団連を中心とした経済三団体が決めているという指摘がある。

## 歴代代表幹事
複数代表幹事制をとっていた時期があるため、在任期間が一部重複している。2010年に公益社団法人となった後は、法律的にいう代表理事を代表幹事が務めている。
| 氏名       | 所属（当時）                                                | 在任期間                                  |
| ---------- | ----------------------------------------------------------- | ----------------------------------------- |
| 諸井貫一   | 秩父セメント常務                                            | 1946年4月～1947年3月                      |
| 大塚万丈   | 日本特殊鋼管社長                                            | 1947年4月～1948年4月                      |
| 堀田庄三   | 住友銀行常務                                                | 1947年4月～1948年4月                      |
| 永野重雄   | 日本製鐵常務                                                | 1948年4月～1950年4月                      |
| 工藤昭四郎 | 物価庁次長                                                  | 1948年4月～1952年4月 1955年4月～1957年4月 |
| 浅尾新甫   | 日本郵船社長                                                | 1950年4月～1951年4月                      |
| 藤山愛一郎 | 日東化学工業社長                                            | 1951年4月～1952年4月                      |
| 山際正道   | 日本輸出入銀行専務理事                                      | 1952年4月～1955年4月                      |
| 東海林武雄 | 旭電化工業専務                                              | 1952年4月～1955年4月                      |
| 岸道三     | 同和鉱業副社長                                              | 1955年4月～1958年4月                      |
| 中山素平   | 日本興業銀行副頭取                                          | 1957年4月～1959年4月                      |
| 井上英煕   | 日本セメント社長                                            | 1958年4月～1960年4月                      |
| 岩佐凱実   | 富士銀行副頭取                                              | 1959年4月～1961年4月                      |
| 木川田一隆 | 東京電力副社長                                              | 1960年4月～1962年4月 1963年4月～1975年4月 |
| 水上達三   | 三井物産社長                                                | 1961年4月～1963年4月                      |
| 二宮善基   | 東洋曹達工業社長                                            | 1962年4月～1963年4月                      |
| 佐々木直   | 前日本銀行総裁                                              | 1975年4月～1985年4月                      |
| 石原俊     | 日産自動車社長                                              | 1985年4月～1991年4月                      |
| 速水優     | 日商岩井会長                                                | 1991年4月～1995年4月                      |
| 牛尾治朗   | ウシオ電機会長                                              | 1995年4月～1999年4月                      |
| 小林陽太郎 | 富士ゼロックス（現:富士フイルムビジネスイノベーション）会長 | 1999年4月～2003年4月                      |
| 北城恪太郎 | 日本IBM会長                                                 | 2003年4月～2007年4月                      |
| 桜井正光   | リコー会長                                                  | 2007年4月～2011年4月                      |
| 長谷川閑史 | 武田薬品工業社長                                            | 2011年4月～2015年4月                      |
| 小林喜光   | 三菱ケミカルホールディングス会長                            | 2015年4月～2019年4月                      |
| 櫻田謙悟   | SOMPOホールディングス社長                                   | 2019年4月〜2023年4月                      |
| 新浪剛史   | サントリーホールディングス社長                              | 2023年4月〜                               |